# Lex Oppia
La Lex Oppia fu promulgata nel 215 a.C., durante la seconda guerra punica.
Si trattava di una legge suntuaria, ossia che intendeva limitare il lusso, ma in questo caso femminile.

## Storia
Proposta dal tribuno della plebe Gaio Oppio, da cui prese il nome, prevedeva le seguenti limitazioni per le donne: non potevano possedere più di mezza oncia d'oro, né indossare un abito dai colori troppo vivaci, né andare in carrozza a Roma o in un'altra città, se non per partecipare a una cerimonia religiosa.
La legge era stata approvata in un momento di particolare difficoltà per i Romani, poco dopo la battaglia di Canne, e il suo intento era sia di tipo moralistico, cioè sfavorire la tendenza a cambiare mentalità, costumi di vita e abitudini, sia di tipo economico, dato che lo stato romano aveva più che mai bisogno di fondi per combattere la guerra e non poteva permettere che i patrimoni familiari fossero depauperati dalle spese incontrollate.
Dopo la fine della guerra, la vittoria romana e l'allargamento dei confini, Roma ebbe a disposizione non solo gli strumenti finanziari per risanare la crisi, ma anche un nuovo mondo su cui affacciarsi, quello della Grecia continentale e dell'Oriente. Nella capitale dell'impero arrivavano di continuo beni di tutti i tipi, idee nuove, modi di vita più raffinati ed eleganti, e la lex Oppia sembrò essere un inutile residuo del passato, così due tribuni della plebe, Marco Fundanio e Lucio Valerio, ne proposero l'abrogazione.
Tra i contrari all'abrogazione vi erano altri due tribuni della plebe: Marco Giunio Bruto e Publio Giunio Bruto, nonché il console Marco Porcio Catone, il quale sostenne che la legge aveva avuto effetti positivi, dato che tutte le donne ora indossavano abiti simili e le povere non avevano ragione di vergognarsi incontrando le ricche. Al contrario, l'abrogazione della legge non avrebbe posto limiti al consumismo femminile.
Durante la discussione in senato, le donne si riversarono in strada per chiedere ai loro uomini di discutere della proposta nel Foro, dove anche loro avrebbero potuto assistere alla discussione. Il giorno successivo alla discussione, un numero ancora maggiore di donne si recò a casa dei due tribuni contrari all'abrogazione e vi rimase finché i due accolsero le loro richieste.
La legge fu così abolita nel 195 a.C.